# Batalla del Lisaine
La Batalla del Lisaine, también conocida como la Batalla de Héricourt, se libró entre el 15 de enero y el 17 de enero de 1871 entre fuerzas alemanas y francesas. Los franceses estaban liderados por 
Charles Denis Bourbaki, e intentaban aliviar el sitio de Belfort. Los alemanes prepararon el XIV Cuerpo y varias otras divisiones, unos 40.000-45.000 hombres, para detener el avance de unos 110.000 hombres. Los alemanes vieron sus puestos de avanzada rápidamente conquistados pero los prusianos hicieron retroceder y contraatacaron a las fuerzas francesas, rompiendo la moral de las tropas francesas y dejándolas entre morir o retirarse. Al final sus esfuerzos fracasaron, y fueron forzados a huir a Suiza donde fueron todos internados poco después.